# Lynk & Co
Lynk & Co is een Chinees-Zweeds automerk, gevestigd in Göteborg in Zweden.

## Historie
Lynk & Co werd in oktober 2016 opgericht door het Chinese Zhejiang Geely Holding Group, het moederbedrijf van een aantal Chinese automerken en van het Zweedse Volvo Car Corporation. "Lynk" staat voor het in verbinding zijn van auto's, met elkaar en andere plekken, en voor het autodelen dat het bedrijf wilde aanbieden. De "& Co" heeft geen betekenis. Enkele maanden na de oprichting nam Volvo in het kader van integratie een 30% belang in het merk. In 2017 werden de eerste auto's geproduceerd in China. In september 2020 betrad het merk de Europese markt.
Het merk biedt zijn auto's in de meeste markten niet aan via traditionele dealernetwerken, maar via een mobiliteitsdienst die het midden houdt tussen private lease en een deelauto. Daarbij neemt de consument de auto via een maandelijks abonnement af, en kan de auto vervolgens gedeeld worden met anderen, die via een bijbehorende applicatie betalen aan de abonnementhouder.
Per oktober 2021 heeft Lynk & Co wereldwijd rond de 540.000 auto's verkocht. Per eind 2024 was dit gestegen tot 1,33 miljoen.

## Aanbod
Het eerste model van het merk is de Lynk & Co 01, een compacte SUV die in april 2017 werd geïntroduceerd tijdens de autosalon van Shanghai. De 01 is een plug-inhybride die zijn technische basis deelt met de Volvo XC40. De Lynk & Co 01 wordt net als de Polestar 2 en voor de lokale markt bestemde exemplaren van de XC40 geproduceerd in de Luqiao Super Factory in Taizhou in de Chinese provincie Zhejiang. De 01 was het eerste model dat op de Europese markt aangeboden werd. In 2024 kwam ook de 02 ook naar Europa.
Voor de Chinese markt zijn de volgende modellen beschikbaar:
- Lynk & Co 01 (2017–heden), een SUV
- Lynk & Co 02 (2018–heden), een hatchback
- Lynk & Co 03 (2018–heden), een sedan
- Lynk & Co 04 (2020–heden), een scooter
- Lynk & Co 05 (2019–heden), een coupé-SUV
- Lynk & Co 06 (2020–heden), een SUV
- Lynk & Co 07 (2021–heden), een SUV in de middenklasse
- Lynk & Co 09 (2021–heden), een SUV in de middenklasse

Lynk & Co was oorspronkelijk van plan om de Lynk & Co 04 te lanceren als een compacte hatchback, maar tegen 2020 werd deze geannuleerd en werd in plaats daarvan onder deze naam een elektrische scooter geïntroduceerd.

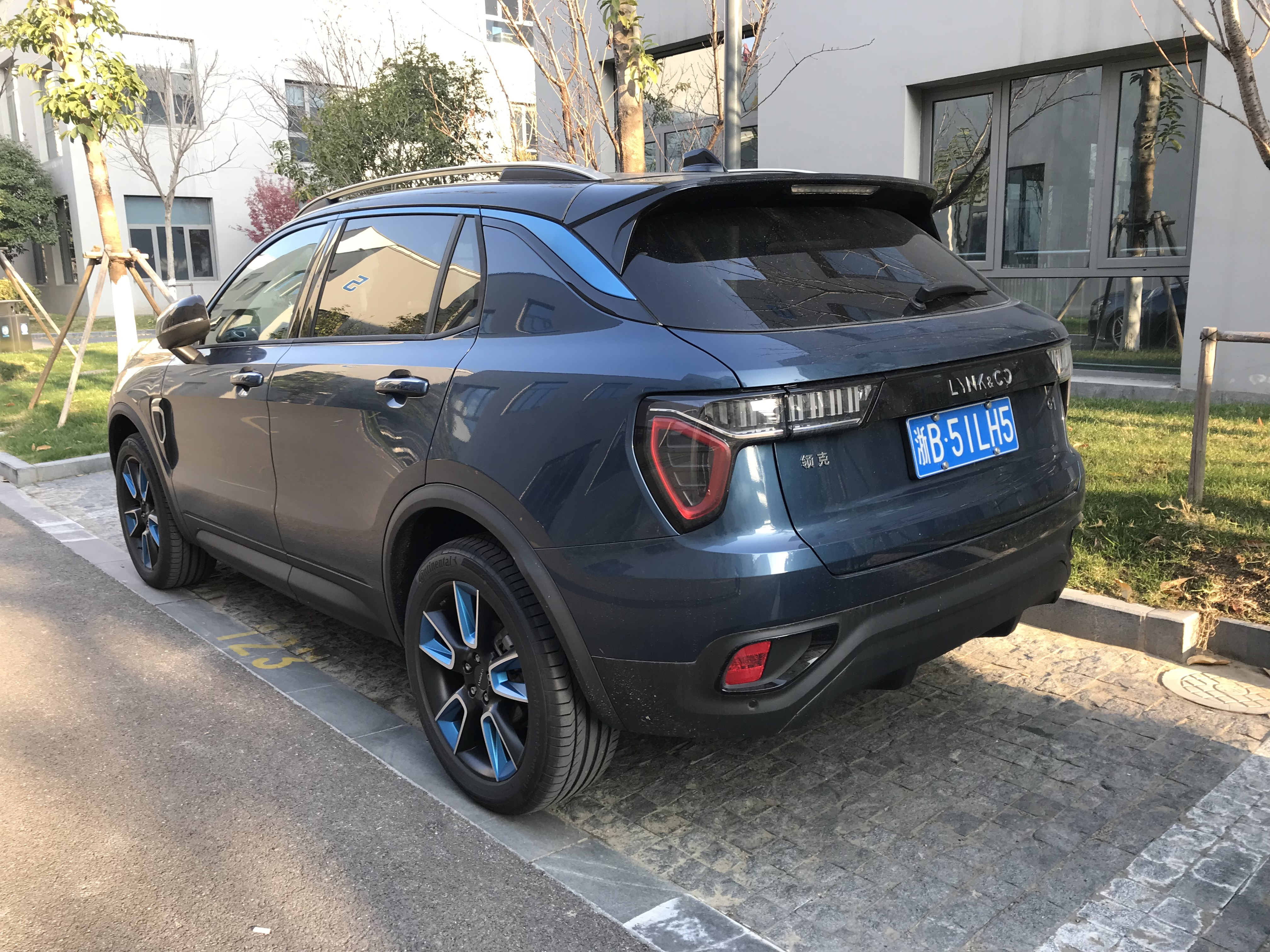
Lynk & Co 01
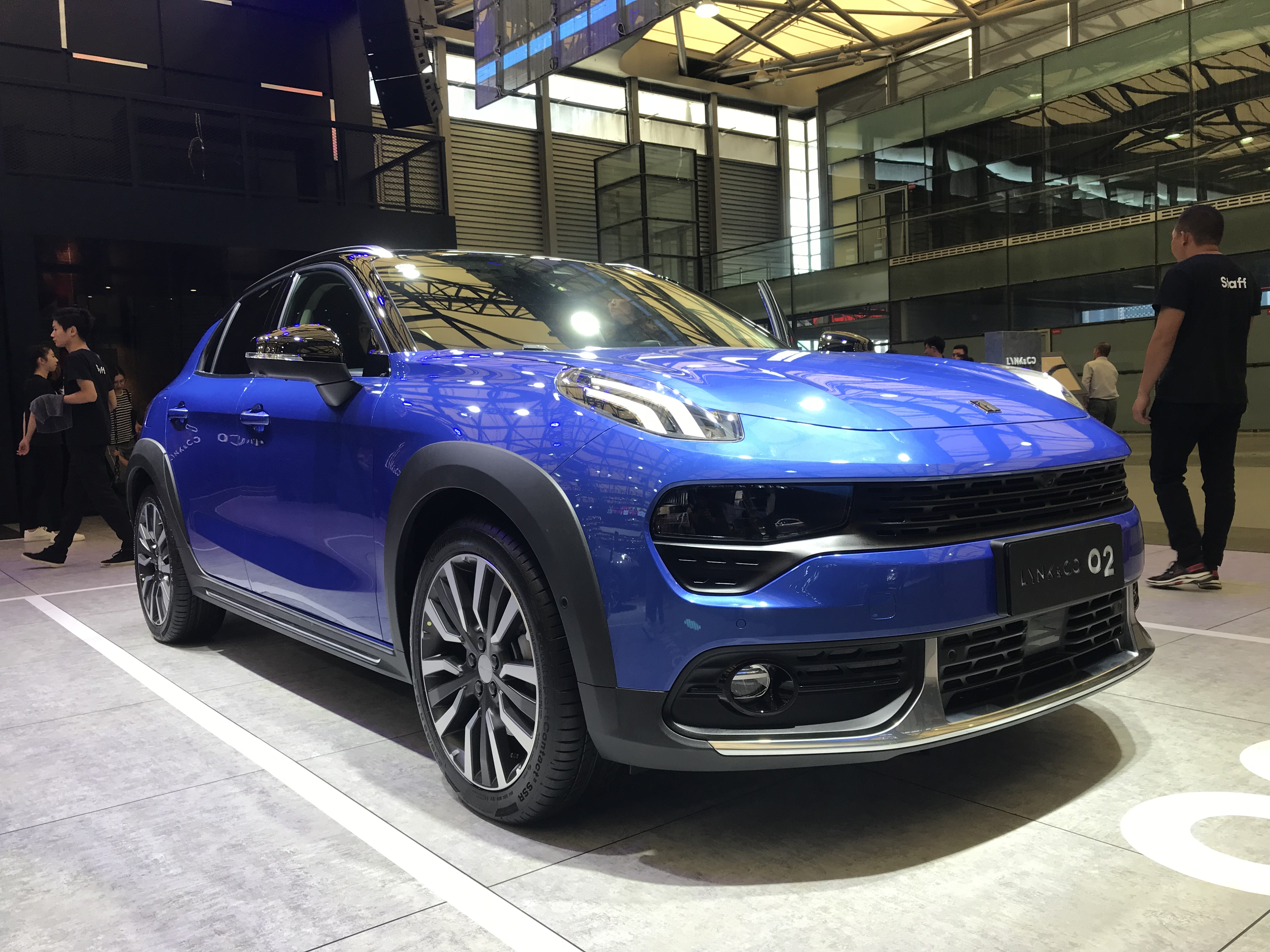
Lynk & Co 02
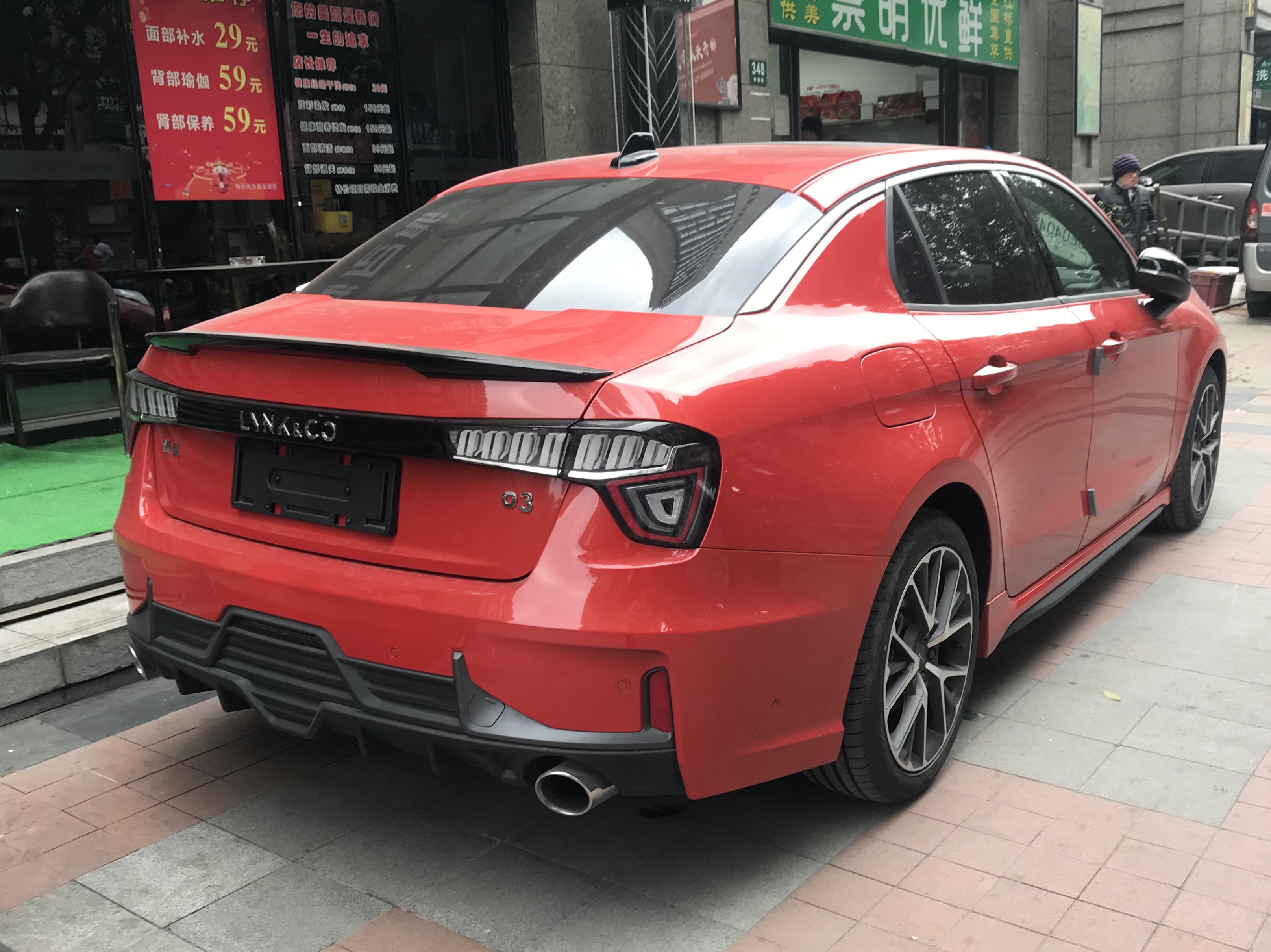
Lynk & Co 03
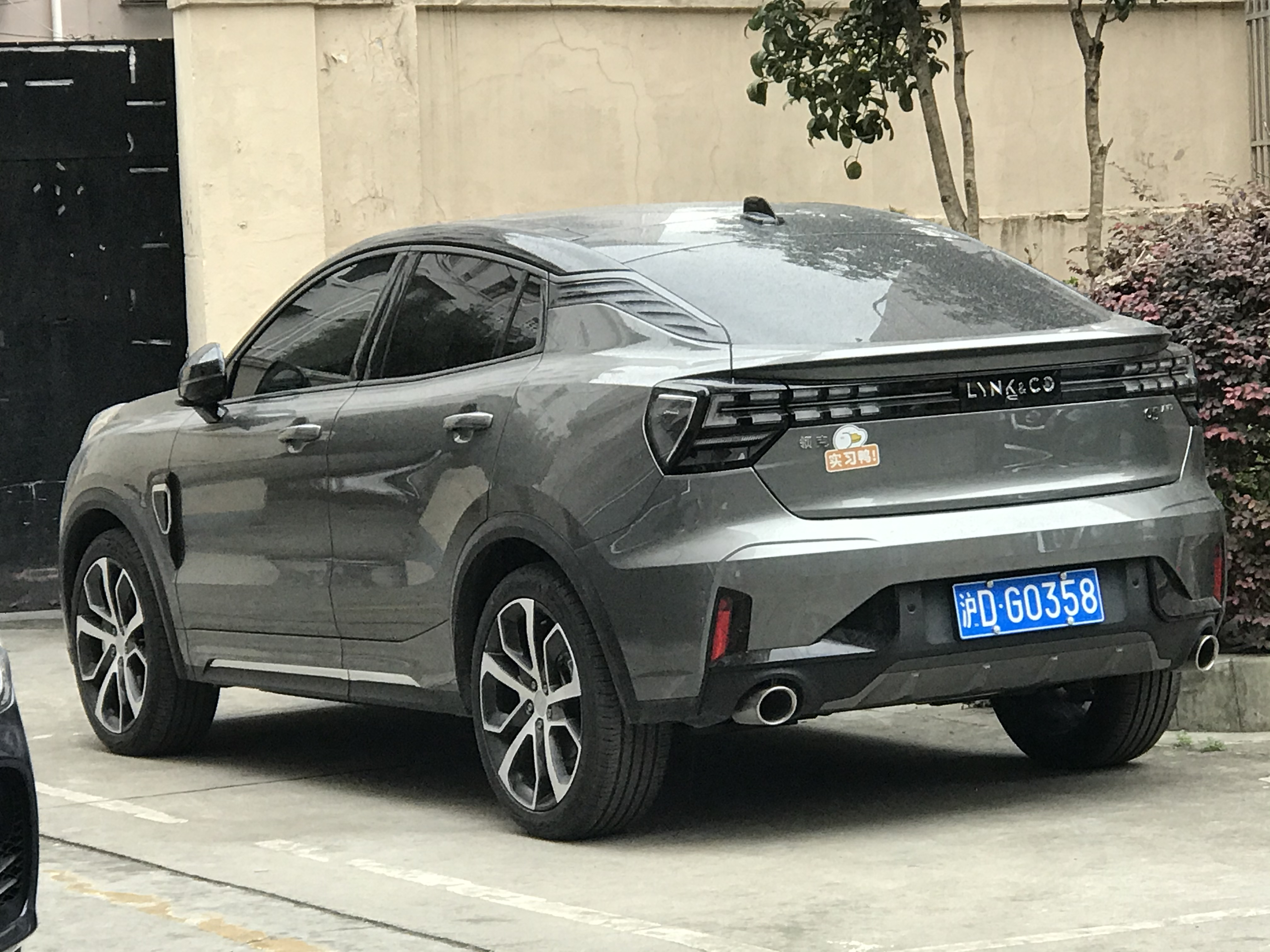
Lynk & Co 05
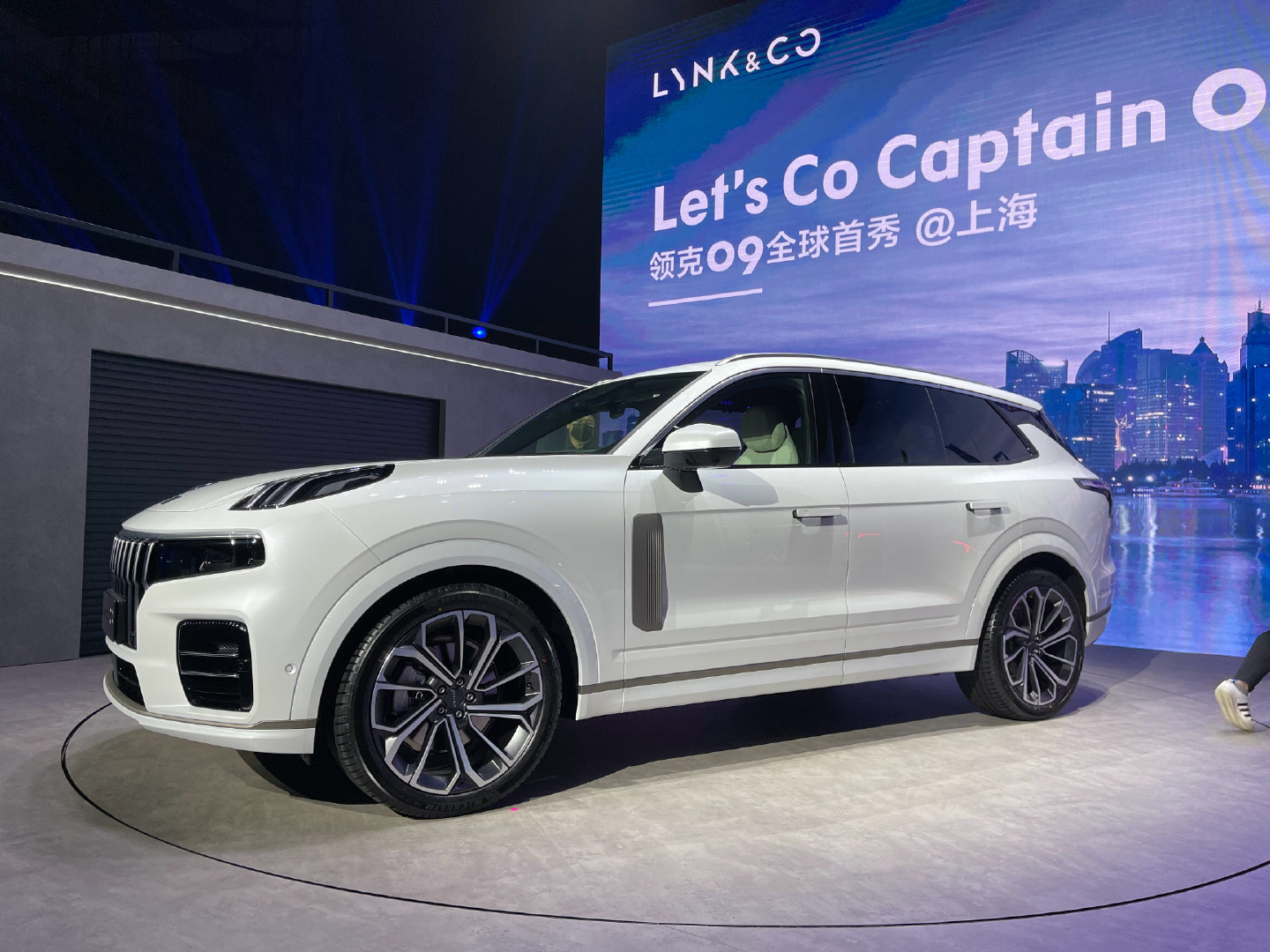
Lynk & Co 09

## Verkoopcijfers
De wereldwijde verkoopcijfers van Lynk & Co vanaf 2017:
Aiways · 
BAIC (Foton) · 
Brilliance · 
BYD · 
Changan · 
Chery · 
Denza · 
Dongfeng · 
FAW (Hongqi) · 
Geely (Lynk & Co · Zeekr) · 
Great Wall Motor · 
Hozon · 
Leapmotor · 
Li Auto · 
NIO · 
SAIC · 
Seres (AITO) · 
Xiaomi · 
XPeng